# Oedheim
Oedheim este o comună în Germania.